# Regionalizm (językoznawstwo)
Regionalizm – element językowy, cecha językowa (cecha wymowy, wyraz, forma wyrazowa, konstrukcja składniowa itp.) o charakterze regionalnym, występująca na części obszaru danego języka.
Polskie regionalizmy są zwykle dobrze osadzone w tradycji regionu, używane od wielu dziesiątków lat i spotykają się z aprobatą normatywną. Zachowanie regionalizmów uchodzi za świadectwo bogactwa języka, sprzyjające jego różnorodności, a także za odzwierciedlenie historii i kultury danego regionu. Nawet w obliczu zaniku dialektów tradycyjnych (na korzyść języka ogólnego) wśród użytkowników polszczyzny utrzymują się cechy regionalne, zwłaszcza w zakresie leksyki. Najczęściej są to elementy języka potocznego, raczej niespotykane w formalnych wypowiedziach pisemnych.
Niekiedy regionalizmy zwiększają swój zasięg w społeczeństwie wskutek oddziaływania środków masowej komunikacji, tracąc charakter cech regionalnych. Jednocześnie część regionalizmów (w szczególności leksykalnych) wychodzi z powszechnego użycia. W literaturze pięknej regionalizmy służą celom stylizacji językowej.
Regionalizmy w języku polskim często mają podłoże dialektalne; bywa też, że są to zapożyczenia charakterystyczne dla danego regionu (przede wszystkim pożyczki rosyjskie, niemieckie, francuskie), a niektóre z nich to kontynuacje archaizmów.

## Terminologia
Synonimem terminu „regionalizm” jest „prowincjonalizm”; w języku polskim to drugie określenie jest jednak używane rzadko (bądź całkowicie nieużywane) ze względu na towarzyszące mu ujemne nacechowanie. W terminologii polskiej rozróżnia się dialektyzmy, które są cechami gwarowymi, i regionalizmy, czyli formy lokalne, które wchodzą w skład języka ogólnopolskiego (standardowego).
W opracowaniach polskich do regionalizmów zalicza się elementy językowe, które występują w mowie potocznej warstw wykształconych danego regionu. Można też przyjąć, że chodzi o elementy spotykane w języku wszystkich mieszkańców regionu, zarówno w mowie, jak i w piśmie. Regionalizmy przeważnie uchodzą za część normy użytkowej (nieczęsto wzorcowej) polszczyzny ogólnej, choć nie są w powszechnym obiegu na całym terytorium języka. Z kolei dialektyzmy to wtręty gwarowe, tj. cechy właściwe dla gwar ludowych i nieakceptowane przez wzorce języka literackiego. Regionalizmy stanowią zatem „ogniwo pośrednie między składnikami języka ogólnego a elementami dialektów ludowych”. Regionalizmy odgranicza się również od tzw. błędów językowych (w ujęciu kultury języka i normatywnego podejścia do języka), czyli wszelkich obiegowych składników językowych, które mają charakter nienormatywny (z jednej strony takich, które nie noszą znamion form lokalnych, a z drugiej – pewnych nieaprobowanych innowacji regionalnych, czasem o pochodzeniu dialektalnym).
Granica między regionalizmem a dialektyzmem nie zawsze jest łatwa do sprecyzowania.
W niektórych opracowaniach polskich mianem regionalizmów określa się ogólnie elementy językowe o charakterze regionalnym, w tym te pozbawione sankcji normatywnej. Regionalizmy (i prowincjonalizmy) bywają także definiowane jako elementy regionalne, które występują poza obręb języka literackiego (np. na gruncie rumuńskim). W terminologii czeskiej pod pojęciem regionalizmów rozumie się dialektyzmy, których zasięg wykracza poza granice dialektów lokalnych.

## Podział regionalizmów
Regionalizmy to zjawiska językowe, które przejawiają się głównie w wymowie i leksyce, a w mniejszym stopniu w gramatyce, szczególnie w zakresie składni. Poniżej przedstawiono ich typy i przykłady na podstawie udokumentowanych form języka polskiego.
Kategoriom geograficznym regionalizmów – biorącym pod uwagę rozprzestrzenienie terenowe omawianych zjawisk – nadaje się zwyczajowe nazwy związane z regionalnymi ośrodkami miejskimi (mówi się np. o regionalizmach krakowskich, poznańskich, warszawskich), przy czym regionalizmy z poszczególnych kategorii są charakterystyczne również dla mniejszych miast i wsi.

### Regionalizmy fonetyczne
Są to różnice w wymowie.
Przykładem regionalizmu fonetycznego jest artykulacja połączeń -nk- i -ng- konsekwentnie z tylnojęzykowym dźwiękiem ŋ: [oḱeŋko], [f́iraŋka], [baŋk], [balaŋga], [poraŋka] (zamiast [nk]: [oḱenko], [f́iranka], [poranka]) – cecha regionalna południowo- i zachodniopolska. Na północy Polski (i w wymowie nienacechowanej) głoska ŋ przed k, g jest właściwa wyłącznie dla elementów obcych ([baŋk], [balaŋga]), przy czym również dla tych wyrazów jest znana artykulacja z n ([bank], [balanga]), uchodząca za mniej poprawną. Oba sposoby wymowy są aprobowane na poziomie normy wzorcowej.
W polszczyźnie istnieją też wariantywne artykulacje związane z cechami dźwięczności: chodź no [choćno lub chodźno], pies Adama (ṕesadama, ṕezadama). Wymowa udźwięczniająca jest właściwa dla języka mówionego z południa i zachodu Polski, a wymowa ubezdźwięczniająca – dla polszczyzny północnej.
W normie wzorcowej mieści się też wymawianie bądź niewymawianie dźwięcznego h, a także przedniojęzykowego ł, dźwięków charakterystycznych dla Kresów Wschodnich i niemających statusu cechy ogólnopolskiej.

### Regionalizmy leksykalne
Są to różnice w słownictwie. Do regionalizmów leksykalnych należą przede wszystkim rzeczowniki. Są silne reprezentowane w takich działach tematycznych jak nazwy roślin, nazwy artykułów spożywczych i nazewnictwo związane z gospodarstwem domowym; są wśród nich również określenia części ciała. Często odnoszą się do podstawowych aspektów codziennego życia.
Przykłady: krakowskie na polu – na dworze, bil – słonina, grysik – kasza manna; poznańskie pyry – ziemniaki, chabas – mięso; białostockie przynuka – zachęcanie do posiłku, kozytać – łaskotać; warszawskie schaboszczak; śląskie gruba – kopalnia.
Sporadycznie spotyka się regionalizmy semantyczne (inne lub dodatkowe znaczenie danego wyrazu). Przykłady: krakowskie drzewko – choinka, bańka – bombka na choinkę; poznańskie góra – strych, haczyk – pogrzebacz; białostockie gościniec – podarunek, mączka – miałki cukier; śląskie synek – chłopak.
Z perspektywy normatywnej praktycznie wszystkie regionalizmy tego typu wchodzą w skład polszczyzny użytkowej; norma wzorcowa obejmuje jedynie niektóre z nich, np. borówki i czarne jagody.
Regionalizmy leksykalne dzielą się na:
- o podłożu gwarowym
- stanowiące kontynuację wyrazów staropolskich w ich pierwotnym znaczeniu, np. prawie – akurat
- zapożyczenia z języków obcych, np. tytka – torba papierowa

Typy regionalizmów leksykalnych:
- dialektalne
- dyferencjalne
- diachroniczno-dialektalne
- kontaktowe
- dialektalno-kontaktowe
- diachroniczno-dialektalno-kontaktowe
- diachroniczne
- diachroniczno-kontaktowe[26]

### Regionalizmy składniowe
Są to różnice w konstrukcjach wyrazowych, często o podłożu gwarowym lub obcym.
Regionalizmy składniowe to zjawisko stosunkowo rzadkie. Bywają przedmiotem krytyki poprawnościowej, zwłaszcza kiedy są wynikiem wpływów zewnętrznych. Przykłady: białostockie podobny na kogoś, u mnie jest pytanie (pozbawione sankcji normatywnej), daj to dla mnie (należące do normy użytkowej); poznańskie podobny komuś, szukać za czymś, co ja za to mogę? (poza normą użytkową); krakowskie chodźże tu wreszcie (należące do normy użytkowej).

### Regionalizmy morfologiczne
Są to różnice w formach wyrazów (fleksyjne i słowotwórcze).
Przykładami regionalizmów morfologicznych są następujące cechy polszczyzny południowej: formy czasowników z pominiętym składnikiem -na- (np. błysło, prysł, sięgła); zakończone spółgłoską twardą formy 1. osoby lp i 3. osoby lm (typu kapę, łapą); formy czasowników dokonanych z rdzeniem -gląd-: przeglądnąć, zaglądnąć itp., odnotowane też w języku pisanym.
Cechą regionalną jest również większa frekwencja czasowników z zaimkiem się (wrócić się, słuchać się, pytać się). Do regionalizmów morfologicznych należą też różnice w rodzaju gramatycznym części rzeczowników, np. krakowskie ta magiel, ta litra, białostockie ta kartofla, ten kieszeń, ta piec.
W ujęciu normatywnym większość regionalizmów morfologicznych jest akceptowana na poziomie użytkowym, choć zarejestrowano również takie formy regionalne, które wykraczają poza normy polszczyzny – formy czasownikowe typu kąpę, kłamę, niektóre formy z pominiętym -na (np. sięgła).
Regionalizmy fleksyjne są znacznie rzadsze od pozostałych typów regionalizmów.